# Manuel Tello (impresor)
Manuel Tello y García (Sevilla, 1824-?) fue impresor de cámara del rey. Tuvo su imprenta, la Imprenta y fundición de Manuel Tello, en distintas direcciones de Madrid, entre ellas en las calles de Isabel la Católica, nº 23 y San Marcos, 26.
Tello fue, así mismo, redactor del periódico madrileño Las Cortes y colaboró con otras publicaciones como La independencia española.

## Biografía
Al fallecer Tello, su viuda (¿1876-1912?) e hijos siguieron con el negocio en la calle de San Francisco, 4 (1899), y fueron su imprenta y la de Antonio Pérez Dubrull las que recomendó Mariano Catalina a Menéndez Pelayo para la impresión de las sucesivas ediciones de su Historia de las ideas estéticas en España.
En sus talleres se imprimieron numerosas ediciones de las obras de grandes autores del siglo XIX como Benito Pérez Galdós, Juan Valera o José María de Pereda, así como, entre 1870 y 1893, las 50 estampas de la serie "Cuadros Selectos de la Real Academia de Bellas Artes de San Fernando" publicada por la Real Academia de Bellas Artes de San Fernando que incluían varias obras de Goya, como su Autorretrato, grabado por José María Galván y Candela o La maja vestida, grabada por Ricardo Franch y Mira, además del El entierro del señor de Orgaz del Greco, grabado por Federico Navarrete y Fos, entre otras.